# Supermotard
El supermotard o supermoto és una especialitat de motociclisme a mig camí entre el motocròs i l'asfalt. Les motocicletes tradicionalment són de motocròs però amb diverses modificacions, la més vistosa de les quals és el canvi de rodes, que passen a ser més petites (normalment de disset polzades davant i darrere front les 21 davant i 19 darrere que es fan servir al motocròs) i amb la banda de rodament dissenyada per a l'asfalt.
Actualment, aquesta disciplina és popular especialment als EUA i a Europa, sobretot a França i a Itàlia (on les pistes acostumen a ser en un 70% d'asfalt i el 30% restant, fora d'asfalt, amb sorra). Durant els darrers anys han aparegut al mercat models específics de motocicletes tipus supermotard aptes per a circular pel carrer.

## Història
Als anys 70, la cadena nord-americana ABC emetia un programa anomenat Wide World of Sports, aleshores el més vist. El 1979 va crear un esdeveniment per a posar cara a cara els millors motociclistes de l'època. La sèrie, anomenada Superbikers, es va convertir en un esdeveniment anual al sud de Califòrnia, al circuit Carlsbad Raceway. Hi havia trams d'asfalt i de terra, per igualar les possibilitats de tots els corredors. El programa va tenir molt d'èxit fins al 1985, any en què la cadena va canviar de propietaris i d'objectius. Els europeus que varen participar en les curses varen portar el concepte de tornada, i va arrelar fort a llocs com ara França i Itàlia.
D'ençà del 2002 se'n celebra un Campionat del Món, organitzat per la FIM. Entre el 2003 i el 2009 se celebrà als Estats Units el Campionat AMA de Supermoto, un dels més prestigiosos al seu moment.

## Màquines

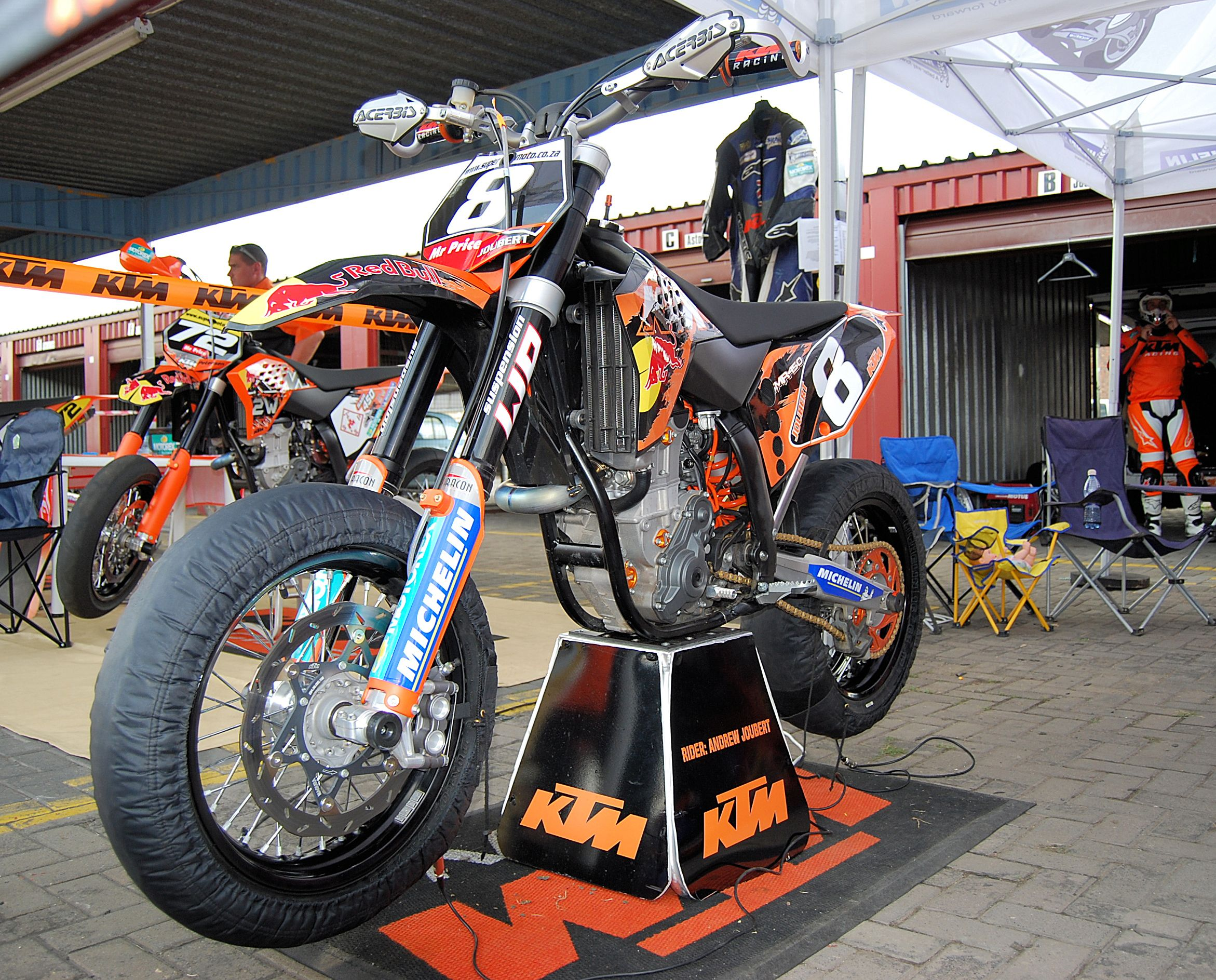
Una KTM en una competició de Supermoto a Sud-àfrica el 2008

Abans dels 90, les motocicletes eren de motocròs o enduro, amb motors de dos temps. Les motos que es fan servir avui dia acostumen a tenir motors de quatre temps, amb pneumàtics de disset polzades més asfàltics. No acostumen a ser llisos del tot, ja que han de tenir un comportament acceptable sobre terra. La suspensió es rebaixa i s'endureix, i es modifiquen els frens per donar més potència de frenada i facilitar-ne la refrigeració.
El 1991, el fabricant italià Gilera va posar al mercat el model Nordwest, que es convertia així en el primer model de supermoto del món. Altres marques, com KTM, Husqvarna, Husaberg i CCM, varen posar al mercat models supermotard poc després. Totes aquestes companyies tenien com a productes principals motocicletes de fora d'asfalt. A mitjans dels anys 2000, els fabricants japonesos també es varen introduir al mercat, per exemple Yamaha (2004), Honda (2005) i Suzuki (2005), que són models més enfocats de cara a l'ús diari que al món de la competició.

## Competició
Les curses de supermotard se solen fer a traçats que tenen aproximadament un 70% d'asfalt i un 30% de terra. Els pilots porten una combinació d'equip de carretera i de terra, normalment cuir (de carretera) i casc i botes de motocròs. Els circuits se solen dissenyar per tal que les velocitats no siguin excessivament elevades (sovint inferiors als 160 km/h), i amb traçats revirats on importa més la destresa del pilot que el comportament de la màquina.